# Pedaliodes griseola
Pedaliodes griseola är en fjärilsart som beskrevs av Gustav Weymer 1911. Pedaliodes griseola ingår i släktet Pedaliodes och familjen praktfjärilar. Inga underarter finns listade i Catalogue of Life.